# Pieter Brueghel le Jeune
Pour les autres membres de la famille, voir Famille Brueghel.
Pour les articles homonymes, voir Brueghel et Pieter Brueghel.
Pieter Brueghel le Jeune dit aussi Brueghel d'Enfer ou encore Pieter Brueghel II, parfois françisé en Pierre Brueghel le Jeune est un peintre brabançon de la Renaissance, né entre le 23 mai et le 10 octobre 1564 à Bruxelles et mort entre mars et mai 1638 à Anvers.

## Biographie
Fils de Pieter Brueghel l'Ancien et frère de Jan Brueghel l'Ancien, il était surnommé « Brueghel d’Enfer » à cause d’un de ses thèmes favoris : les incendies.
Il se forme à Anvers où il est reçu franc-maître en 1585. Il se retrouve vite à la tête d’un atelier très productif et a de nombreux élèves (dont son fils Pieter III).
Il est longtemps imitateur de l’œuvre de son père, créant des œuvres du même style, et réalisant nombre de copies pour répondre à la demande des collectionneurs (pas moins de treize Dénombrement de Bethléem répertoriés). C’est d’ailleurs à travers les excellentes copies du fils que l’on connaît certains originaux disparus du père. Il conserve toute sa vie le style du réalisme flamand.
Il situe souvent ses scènes dans un décor champêtre et rupestre.

## Œuvres (sélection)
- Le paiement de la dîme, 1615-1617[4]
- Tête de Lansquenet, 1616, huile sur bois, diam 32,5 cm, musée Fabre, Montpellier
- Rixe de jeux entre paysans, 1620, huile sur panneau, 74,5 x 103,5 cm, musée Fabre, Montpellier
- Danse de noce, 1620, huile sur panneau, Musée des Beaux-Arts de Narbonne[5]
- Rixe de jeux entre paysans, huile sur panneau, 41 × 57 cm, Galerie de Jonckeere, Paris[6]
- L'Adoration des mages dans la neige : 24 copies sur 60 lui sont attribuées
- L'Avocat de Village : 25 copies sur 91 connues lui sont attribuées dont une au musée de Gand, huile sur panneau, 75 × 122 cm[7]
- Danse de la mariée : 37 tableaux sur ce thème selon Klaus Ertz[8], dont :

* une danse vendue le 21 juin 2005 à l'Espace Tajan (provient d'une collection suisse)
* une danse, 1607, huile sur bois, 41 × 58 cm, Walters Art Museum, Baltimore
- La Parabole des aveugles, huile sur toile, 113 × 188 cm, Donation Joseph-Rignault, Musée Calvet, Avignon[11]
- La Pie sur le gibet, panneau, 66 × 77 cm, exposition 1993, Galerie de Jonckeere, Paris[12]
- Scène d'auberge, 60 × 43,8 cm, huile sur panneau, Fondation Bemberg, Toulouse
- Les Plaisirs de l'hiver, 36 × 57 cm, huile sur bois, Musée Magnin, Dijon.

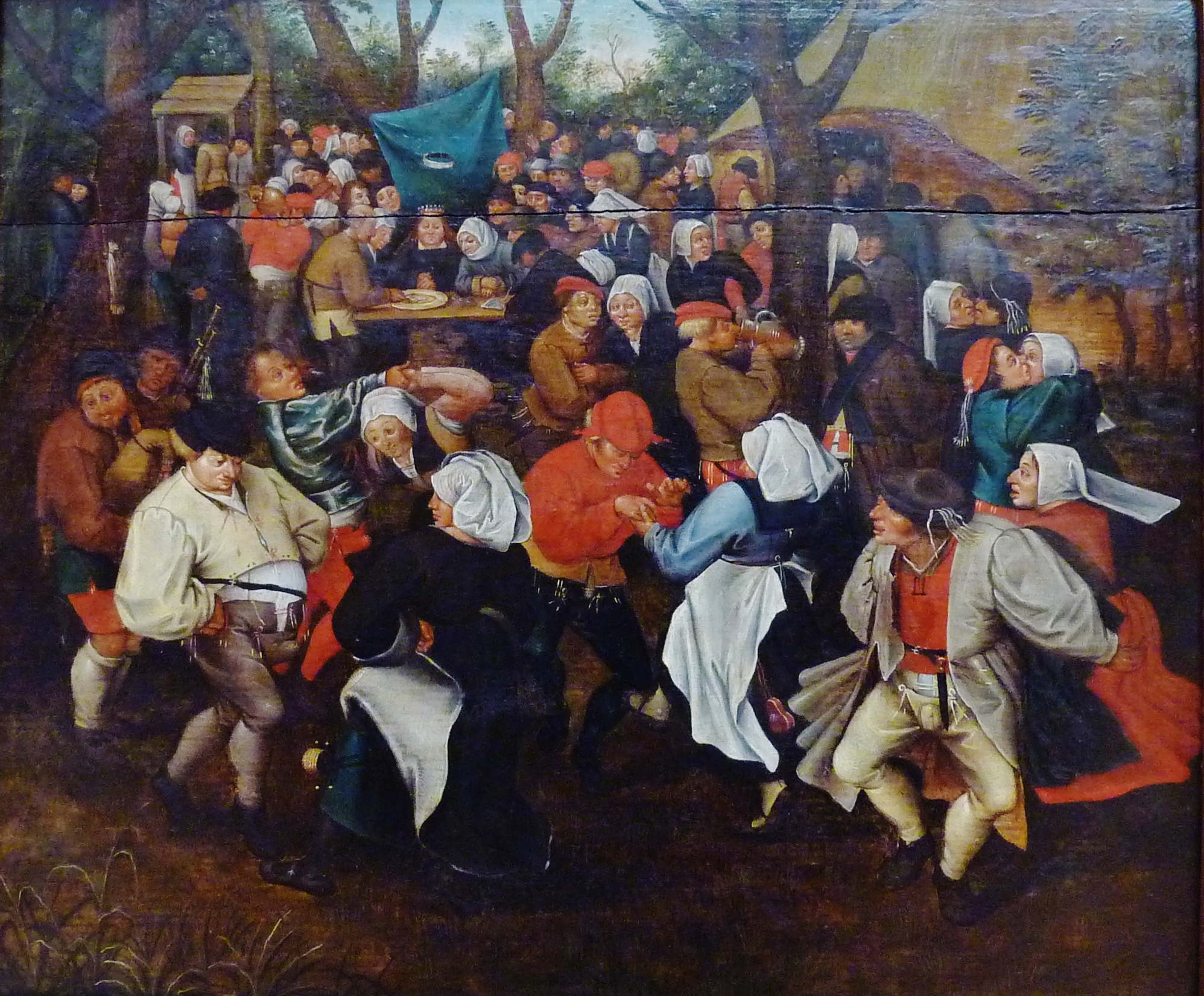
La danse de noces (vers 1600, musée des beaux-arts de Quimper)
Paysans faisant la fête à la taverne "Le Cygne"
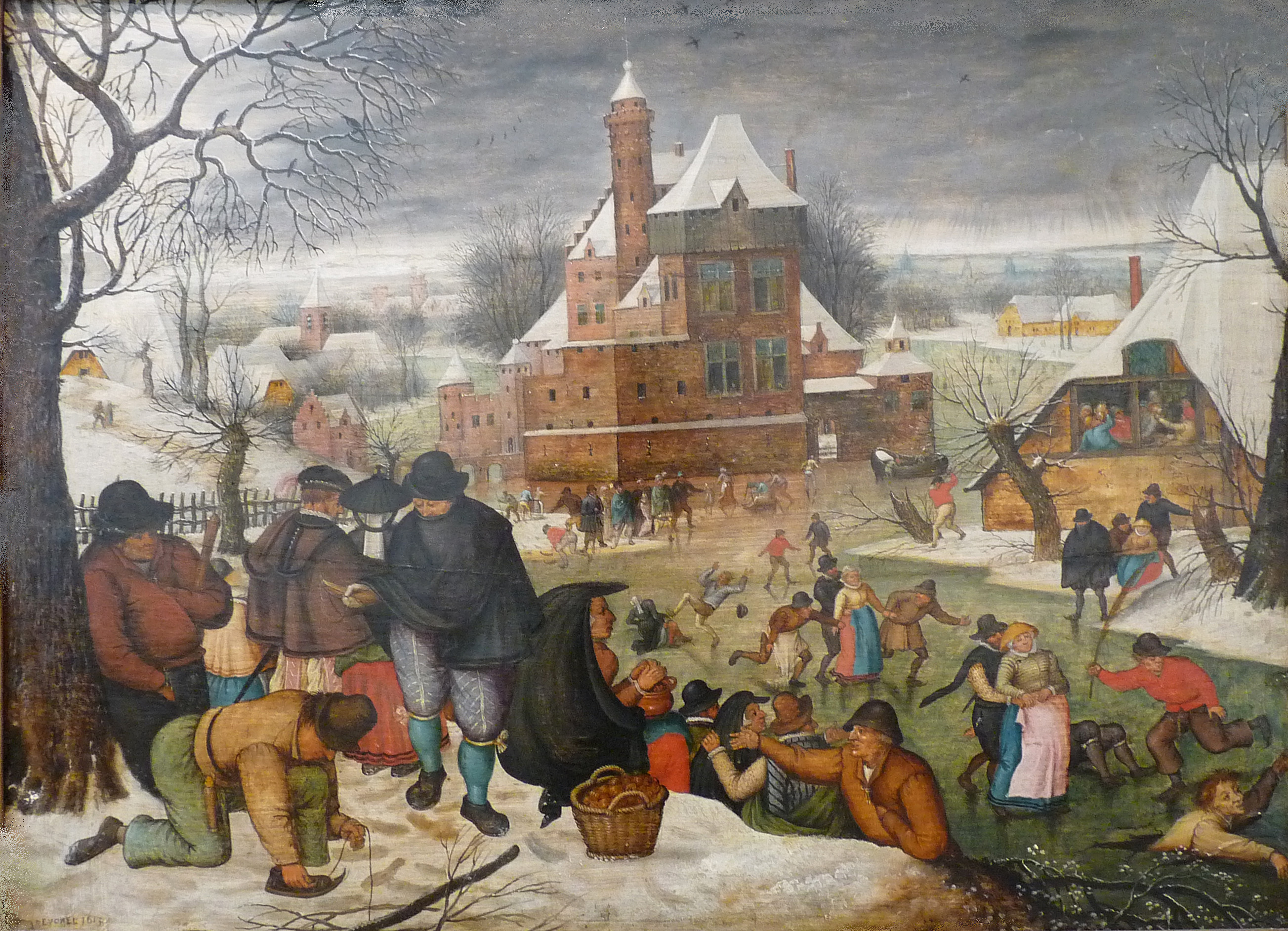
Scène de patinage (1613, musée des Beaux-Arts de Mulhouse)
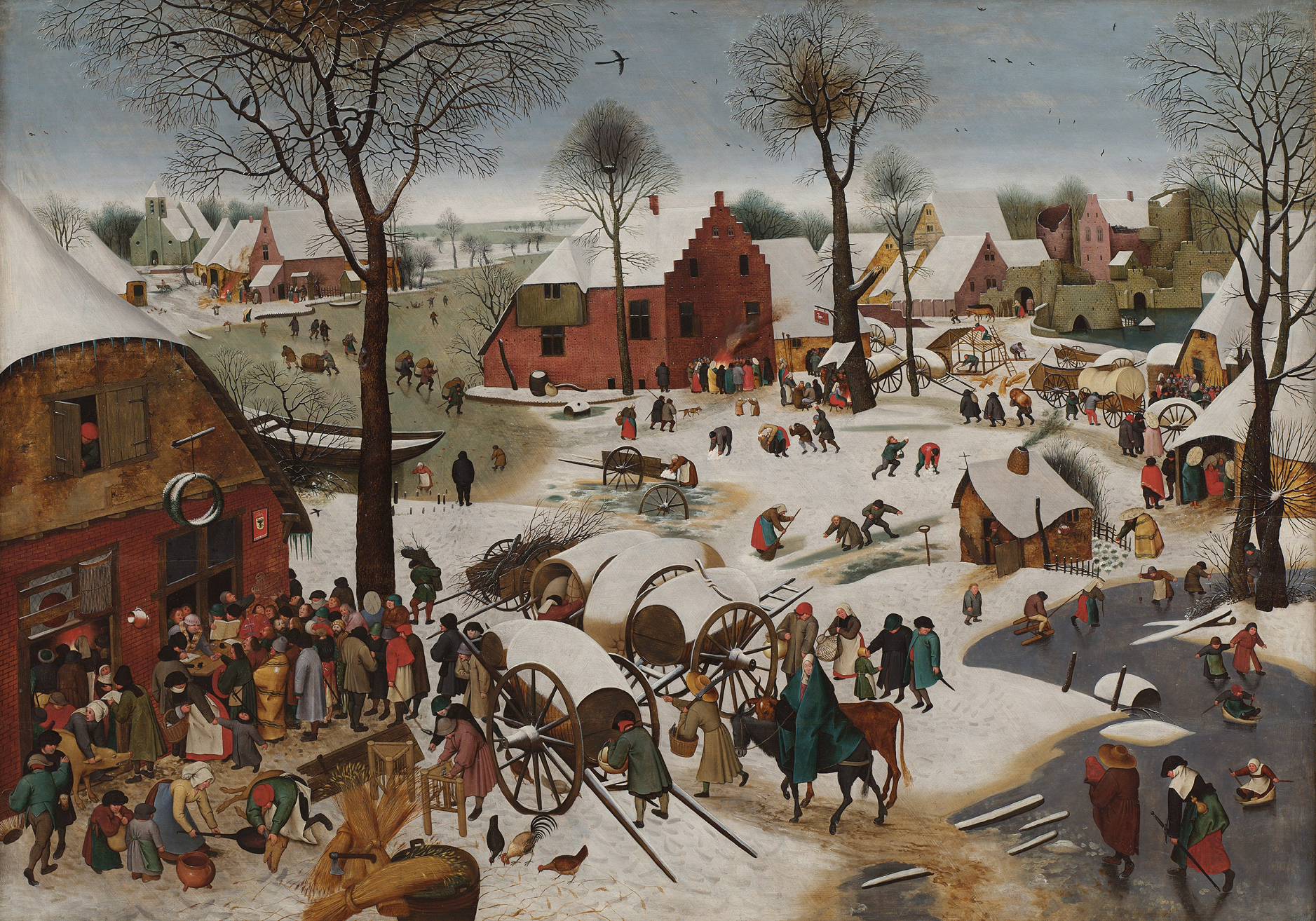
Le Dénombrement de Bethléem, vers 1605-1610, musée des Bons-Enfants, Maastricht
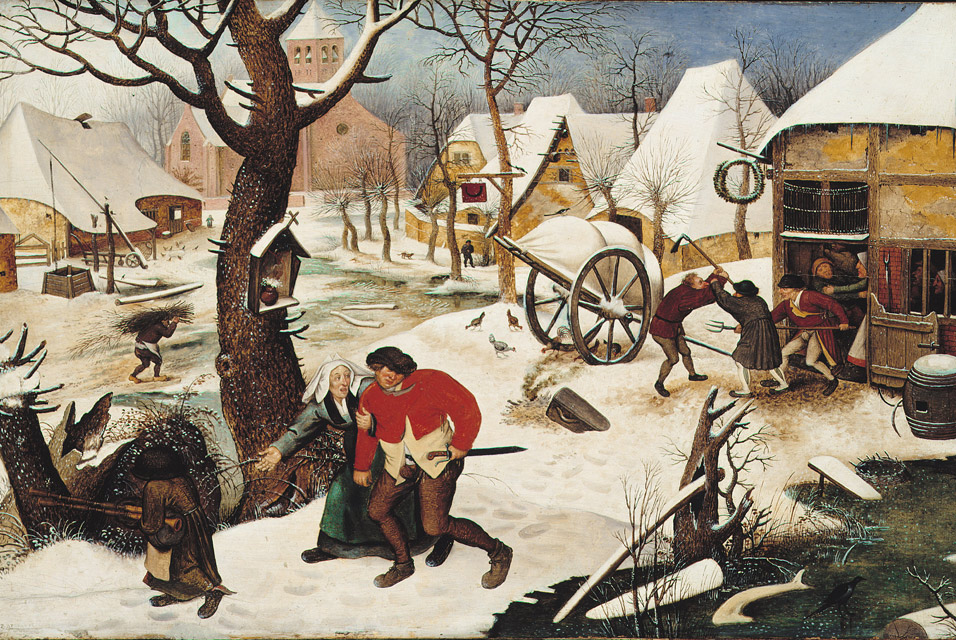
Retour de l'auberge, après 1616, Musée des beaux-arts de Montréal, Montréal
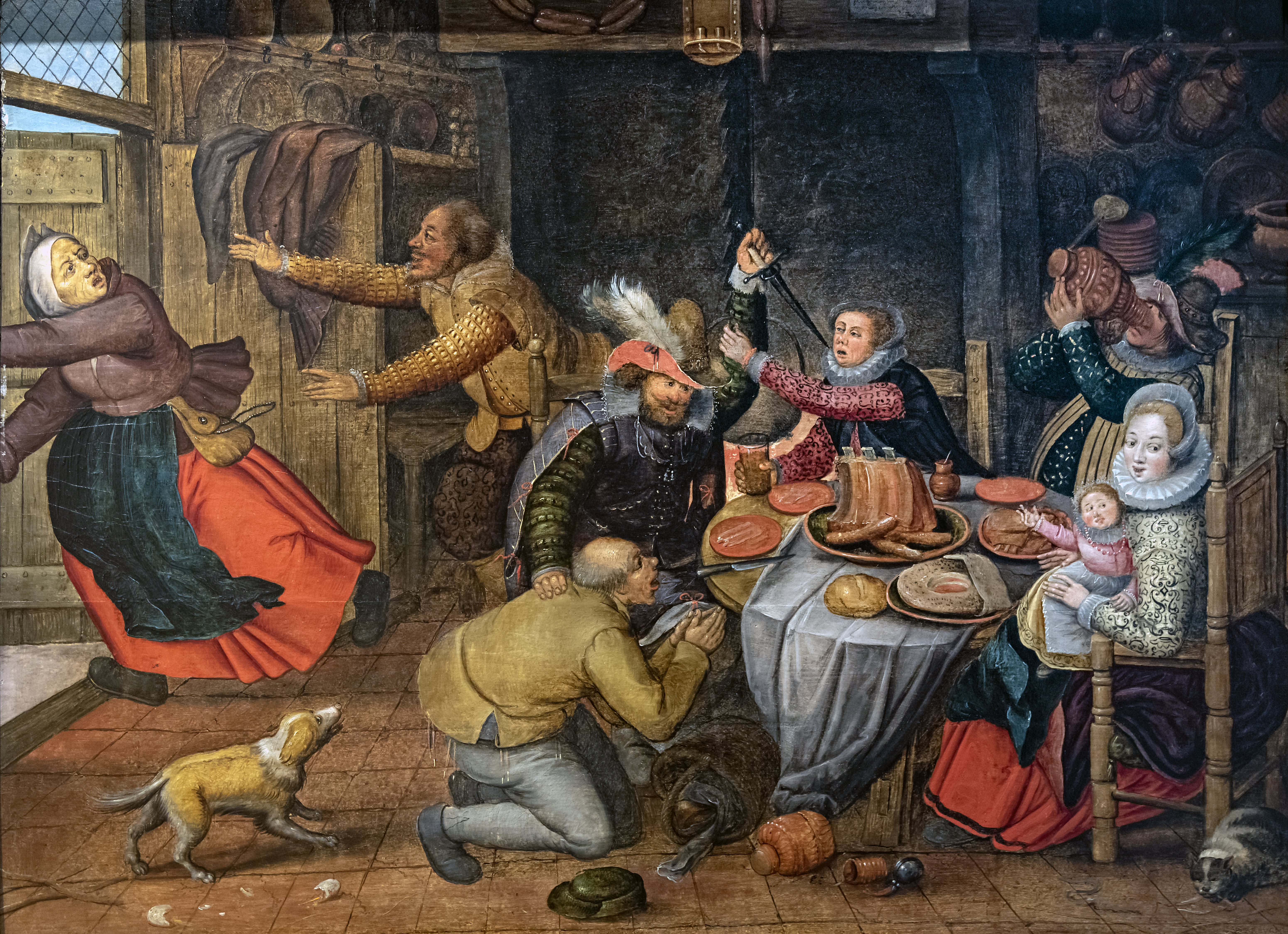
Scène d'auberge, Fondation Bemberg, Toulouse
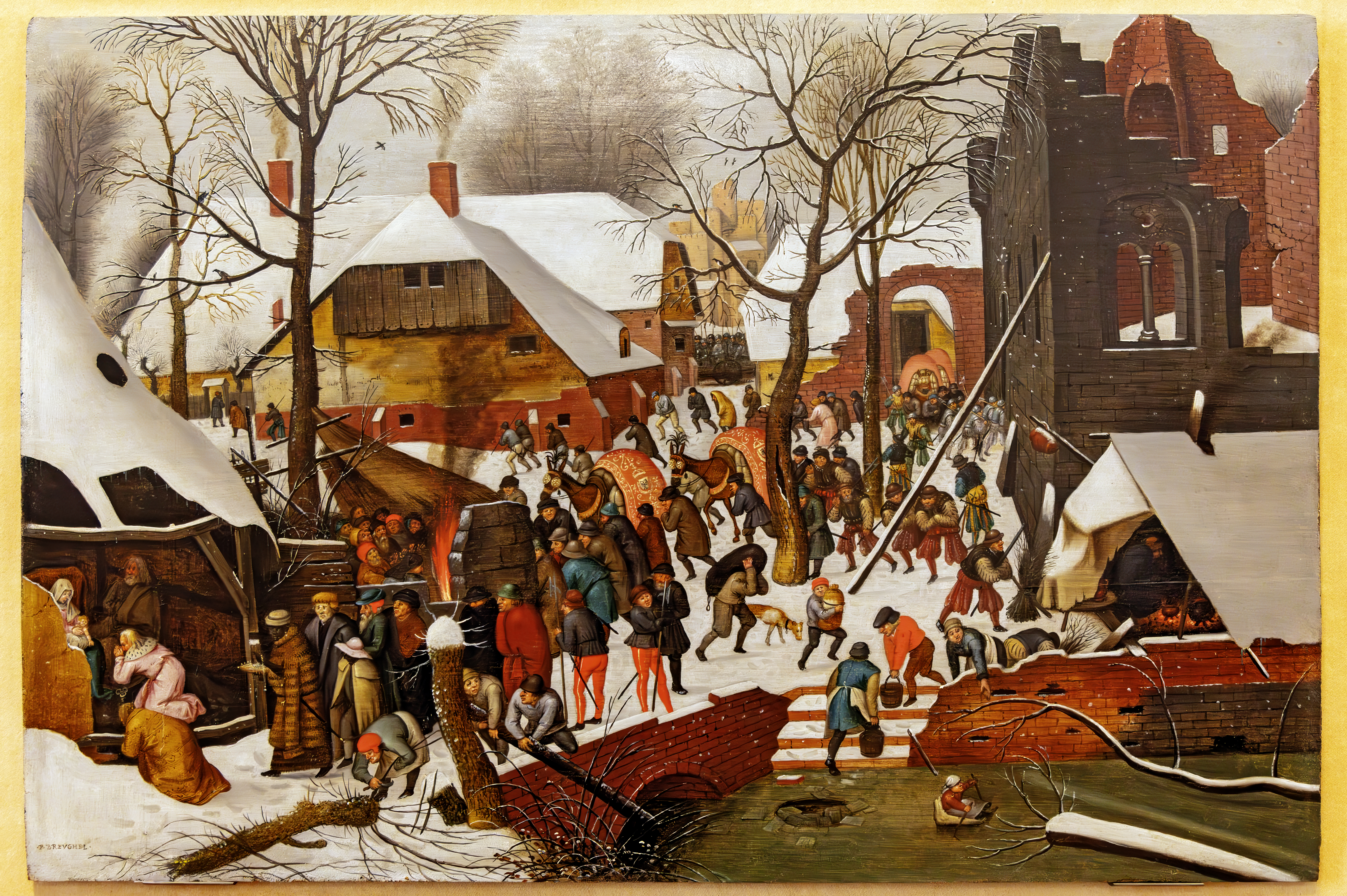
L'Adoration des mages dans la neige version du Musée Correr Venise
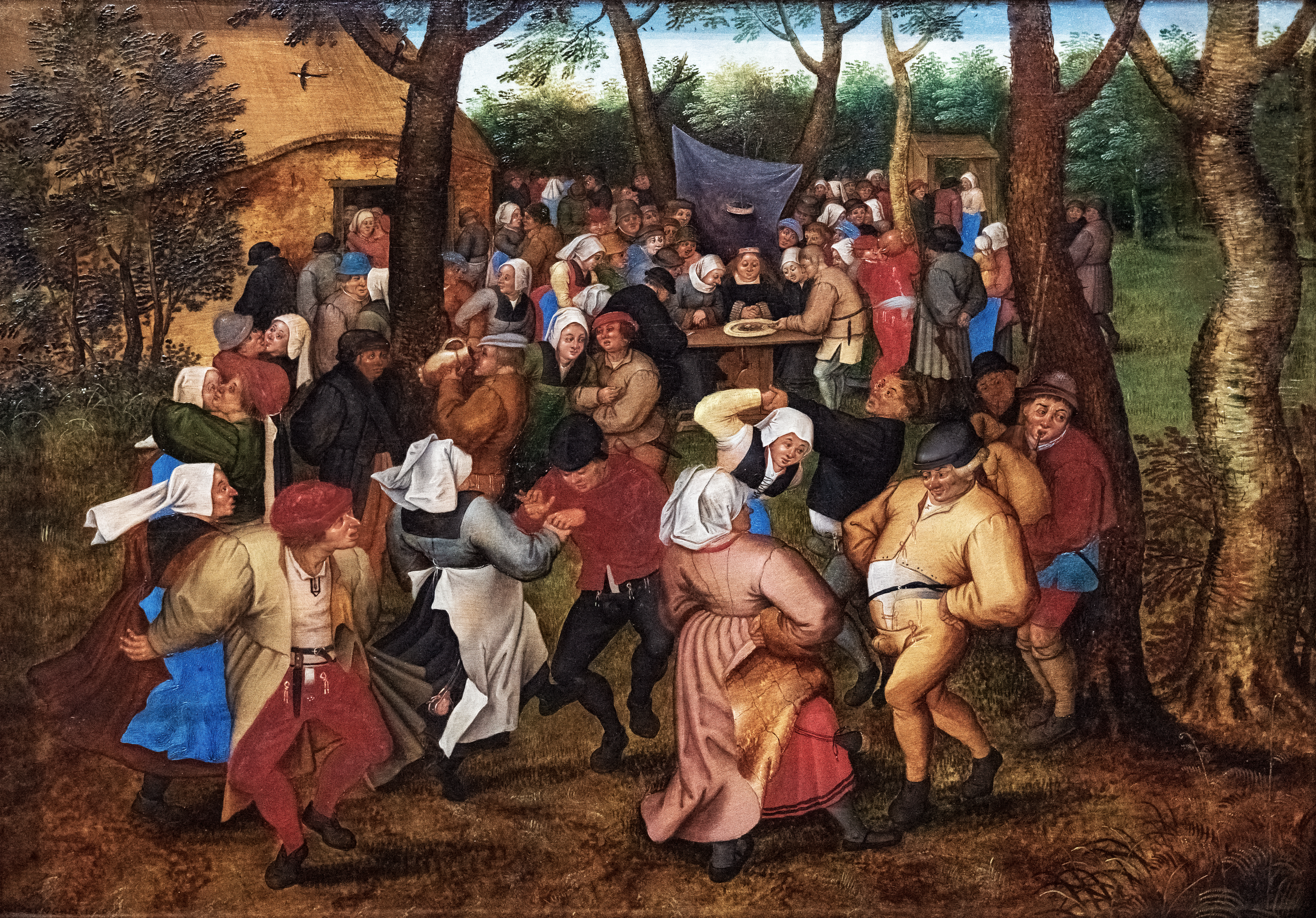
Danse de noce (1620) Musée des Beaux-Arts de Narbonne

### Copies d’œuvres de son père
- Les Proverbes flamands : 10 copies sur 24 connues lui sont attribuées. Une de ces copies se trouve au Stadsmuseum Lier de Lierre[13]
- Repas de noces (original à Vienne), huile sur panneau, 47 × 41 cm, Musée des beaux-arts de Gand[7]
- Le Dénombrement de Bethléem (original à Bruxelles) : 3 copies sur 13 connues sont signées. L'une d'entre elles se trouve au Musée des beaux-arts d'Arras
- Paysage d'hiver avec patineurs et trappe aux oiseaux : 45 copies sur 127 connues lui sont attribuées
- Le Combat entre Carnaval et Carême (original à Vienne), bois, 121 × 171 cm, Musées royaux des beaux-arts de Belgique, Bruxelles[14]